# Jens Filbrich
Jens Filbrich, född 13 mars 1979 i Suhl i Thüringen, är en tysk längdskidåkare. Han är idrottssoldat med fanjunkares grad vid Bundeswehr.

## Idrottskarriär
Filbrich har varit med vid två olympiska spel (2002 och 2006) och tagit två medaljer, båda i stafett. Han har även tagit stafettmedaljer vid fem världsmästerskap - 2001, 2003, 2005, 2009 och 2011. Så här långt (feb 2007) har han ännu ingen seger i världscupen. På den avslutande dagen av världsmästerskapen i Sapporo 2007 tog han brons efter de två norrmännen Odd-Bjørn Hjelmeset och Frode Estil. Det var Filbrichs första individuella medalj i internationella sammanhang.